# NIX
NIX solutions — група компаній з командою більше 2000 людей по всьому світу, розробник ПЗ, спеціаліст із ІТ-консалтингу, менеджменту й ІТ-підтримки; піонер українського ІТ..

## Історія
Перша компанія групи була заснована в 1994 році, і таким чином стала однією з перших компаній, що надають ІТ-послуги в Харкові. З 1994 по 1997 роки компанія займалася розробкою конкретних програмних продуктів, адаптацією існуючих розробок відповідно до потреб клієнтів і автоматизацією проектів клієнтів з використанням в основному C/C ++, Pascal і FoxPro.
Компанія почала працювати з іноземними клієнтами, головним чином інтернет- і телеком- провайдерами. Серед них були популярні в 90-і роки LuckyNet (Ізраїль), Doryanet (Ізраїль), EZS Ltd  (США), Barravoe Inc (Болівія / Ізраїль) та інші.
У 1999 році компанія отримала свою нинішню назву: приставка «NIX» посилається на назви платформ, з якими працює компанія — Unix і Linux.
У 2000 році формуються перші великі спеціалізовані департаменти та підрозділи: PHP, .NET, Java.
У 2002 році NIX вперше пропонує послуги аутсорсингу на сервісі Elance (зараз Upwork), онлайн платформі з пошуку виконавців. Перший реалізований проект приносить заробіток всього $50. В даний час NIX є постачальником №1 в Європі і ТОП 3 в світі на платформі Upwork. У 2017 році Software Magazine назвав NIX одним із провідних софтверних провайдерів світу і таким чином NIX стала першим в Україні постачальником IT-послуг, що входить до рейтингу Software 500.
У 2008 році, коли мобільна розробка тільки зароджується, NIX готує програмне забезпечення для мобільних платформ.
До 2011 року в арсеналі NIX вже більше 250 проектів для 100 клієнтів з різних сферах бізнесу.
У 2012 році NIX працює з усіма мобільними платформами: Windows Phone 7, Bada, IOS, Android. В цей же час кількість співробітників перевищує 500 фахівців.
До 2019 року під брендом NIX працює 2000 ІТ-фахівців по всьому світу.
Станом на 2019 рік група компаній надає послуги за 12 спеціалізованими напрямками: .NET, С ++, Android, Admins, CMS, iOS, Java, JS / UI, PHP, QA, Ruby, Python. Для підтримки роботи технічних відділів і надання повного циклу послуг тут працюють відділи: Sales, Project Management, Business Analysis, SEO, Public Relations, Marketing.

## Діяльність
Список клієнтів NIX включає в себе консалтингова компанія Guilded Tusk LLC, колабораційних платформа SyncForce BV, IT company GruppoPro SPA, фармацевтична компанія Thomson Reuters, блокчейн-платформа ARTiFacts.
Діяльність NIX охоплює такі сфери:
- ІТ-консалтинг і клауд-стафінг
- Розробка програмного забезпечення
- Розробка мобільних додатків
- Тестування програмного забезпечення
- Розробка цифрових стратегій
- Системне адміністрування та технічна підтримка
- Управління ІТ-проектами

### Членство
NIX входить у великі IT-організації міжнародного рівня:
- Член-засновник Emerging Europe Alliance,
- корпоративний член Міжнародної асоціації аутсорсингу IAOP,
- член Global Outsoursing Assosiation,
- партнер Microsoft.

### Освіта
У NIX працює навчальний центр, який два рази в рік набирає нових студентів і практикантів на навчання за основними напрямками: Java, Python, QA, .Net, Android, C ++, iOS, Front-End, PHP, Ruby, Salesforce, бізнес-аналіз.
NIX публікує чимало матеріалів на тематику інформаційних технологій. Також, проводяться публічні лекції для всі зацікавлених.
NIX разом з Харківським політехнічним інститутом та UNIT.Factory запустили Інноваційний кампус – спільний навчальний проект. Він включає інноваційну освітню ІТ-програму, Школу малого та середнього підприємництва, коворкінг та інше. Станом на 2019 рік студенти навчаються в кампусі за 5 спеціальностями.

## Технології
Компанії бренду спеціалізуються на розробці високотехнологічних рішень для веб і мобільних додатків. Серед технологій і підходів, які NIX використовує в роботі, можна відзначити:
- Internet of Things
- VR / AR / MR
- Blockchain
- AI
- Data Science[7]

## Критика
28 лютого 2022 року, в день масованих обстрілів Харкова касетними боєприпасами, CEO компанії Ігор Брагинський надіслав співробітникам лист, в якому погрожував звільненням тим співробітникам, які не змогли або не встигли евакуюватися у безпечне місце. Цей лист викликав обурення в IT спільноті; за даними DOU, станом на серпень 2022 команда NIX скоротилася на майже на 800 спеціалістів.
Пізніше сам Ігор Брагинський назвав цей лист "протверезним батьківський прочуханом".

## Соціальна відповідальність
Нікси багато років надають допомогу Харківському міському перинатальному центру, дитячій і дорослій кардіології та іншим лікарняним закладам Харкова. Окремо на запити волонтерів забезпечується адресна гуманітарна, матеріально-технічна, фінансова підтримка нужденних.
З 2014 року команда NIX підтримує ЗСУ, бійців і ветеранів ООС (надання грошової допомоги, закупівля та пошив бронежилетів, матеріально-технічне облаштування військових частин, придбання нерухомості, адаптація ветеранів бойових дій та ін.), а також допомагає цивільному населенню, яке постраждало від бойових дій на Донбасі. Під час пандемії COVID-19 Нікси забезпечували харківські лікарні кисневими балонами, індивідуальними засобами захисту, систематично проводили вакцинацію членів команди та їх близьких.

## Нагороди та рейтинги
Станом на 2019 рік компанія групи займає 6-е місце в ТОП-50 великих ІТ-компаній України за рейтингом експертів на порталі DOU.
Бренд неодноразово відзначали в міжнародних рейтингах Clutch як провідного розробника програмного забезпечення, останній раз ー в 2019 році.
Дослідницька платформа GoodFirms назвала NIX провідним розробником мобільних додатків.
У 2018 році NIX увійшов в міжнародний рейтинг Software 500 як провідний провайдер послуг з розробки ПЗ.